# XxxHOLiC
xxxHOLiC, qui se prononce simplement holic (ホリック), est un seinen manga de CLAMP. Il a été prépublié dans le magazine Weekly Young Magazine entre 2003 et 2010, puis dans le magazine Bessatsu Shōnen Magazine entre 2010 et 2011 et a été compilé en dix-neuf volumes par Kōdansha. Depuis mars 2013, la série est de retour dans le magazine Weekly Young Magazine et est renommée xxxHOLiC Rei (XXXHOLiC ◆ 戻 < レイ >, XXXHOLiC Rei).
En francophonie, la série est publiée par Pika Édition.
Le cercle de mangakas ayant déjà plusieurs séries en cours, et la qualité des dessins étant l'apanage de la série, le rythme de publication des volumes de xxxHolic est moins soutenu que pour d'autres. La parution de l’œuvre se fait en parallèle avec celle de Tsubasa Reservoir Chronicle ; cette simultanéité des publications se justifie par les croisements réguliers entre leurs intrigues respectives.
Le manga est adapté en de nombreux formats, à savoir un film d'animation, série télévisée d'animation et OAV, drama et film live.

## Intrigue
Kimihiro Watanuki, lycéen, a depuis toujours la capacité de voir les esprits. Constamment piétiné, bousculé et harcelé par des ectoplasmes qu'il semble attirer, il souhaite plus que tout se débarrasser de ce don gênant.
C'est en entrant un jour dans cette singulière boutique qu’il rencontre Yūko Ichihara, sorcière qui se révèle être en mesure de le libérer de ce don qu’il déteste tant. Cependant chez Yūko tout a un prix, elle n’exauce les vœux de ses clients que s’ils lui versent un paiement d’une valeur équivalente. Kimihiro devra aider la mystérieuse voyante dans son « commerce de vœux », jusqu'à ce que la somme de son travail atteigne une valeur équivalente à son souhait. À travers ce petit boulot, censé à l’origine ne consister qu’en une aide ménagère, il rencontrera nombre de personnes et d’esprits qu’il verra évoluer selon la politique de vente un peu particulière de Yūko.
L’intrigue s’organise selon différentes « affaires » de type surnaturel (le plus souvent reliées aux clients de Yūko et à leurs souhaits) présentées dans l’ordre chronologique. Chacun de ces événements est l’occasion pour les personnages de tirer différentes leçons, souvent difficiles à accepter, sur l’existence et qui leur permettent d’évoluer.
À mesure que se poursuit l’histoire, les croisements avec l'intrigue de Tsubasa se font de plus en plus nombreux, au point qu’il est souvent utile de lire certains épisodes d’un des deux mangas pour comprendre pleinement certains points scénaristiques de l'autre. Il semble raisonnable de penser que les deux œuvres ont en fait été élaborées comme les deux facettes inséparables d’un même récit ; cette impression est particulièrement renforcée par les récents[Quand ?] chapitres de Tsubasa.
xxxHOLiC se distingue par une ambiance à la fois humoristique et sombre. En effet, si certains personnages sont amusants (Yūko, Mokona, la relation entre Dômeki et Watanuki), l’histoire peut par moments emprunter un ton bien plus grave. Les phénomènes surnaturels sont souvent l’occasion d’introduire des situations lugubres, et toutes les affaires dans lesquelles interviennent les protagonistes ne trouvent pas forcément de fin heureuse.

## Personnages

### Personnages principaux

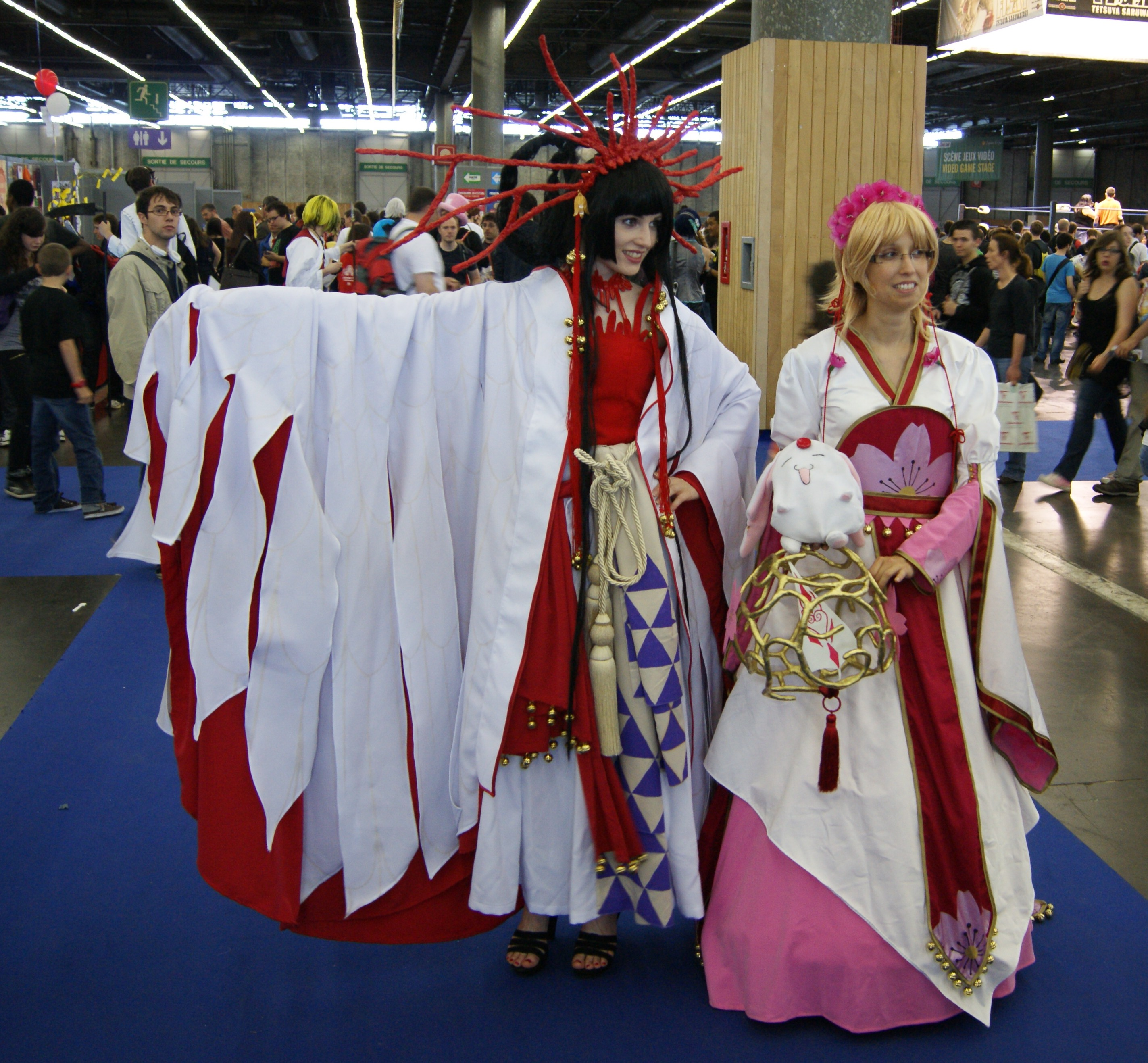
Cosplay de Yûko Ichihara (à gauche) avec un Mokona (peluche à droite).

- Kimihiro Watanuki : Orphelin dont les parents ont été tués dans un accident. Il est « victime » de visions liées aux forces occultes. C’est pourquoi il travaille dans la boutique de Yûko puisque lorsque la somme de son travail aura atteint une certaine valeur, Yûko le débarrassera de ses visions, après la mort de Yûko, il deviendra le nouveau propriétaire de la boutique, d'après Yûko et Mokona, il ressemble beaucoup à Clow Lead. Son nom de famille signifie « 1er avril » comme son anniversaire.
- Yûko Ichihara : Puissante et très belle sorcière, qui réalise les vœux pour peu qu'on en paye le prix. C’est elle qui fabriqua les deux Mokona, avec Clow Lead, afin d’aider Shaolan et Sakura à voyager de dimension en dimension. C’est aussi la créatrice de la boutique de vœux dans laquelle travaille Kimihiro. On apprend plus tard qu'Yûko et Clow Lead sont à l'origine tous les événements de Tsubasa reservoir Chronicle et Xxx Holic. Son symbole est le papillon.
- Shizuka Dômeki : Contrairement à Watanuki, Dômeki exorcise les esprits et ne les voit pas. Watanuki n'arrive pas à s'entendre avec lui et le considère comme son rival. Dômeki est un as dans les sports, en particulier au tir à l’arc. Malgré son air de totale indifférence, il n’hésite pas à risquer sa vie pour aider et sauver Watanuki.
- Himawari Kunogi : Camarade d'école de Watanuki, il est fou d’elle, mais elle ne semble pas s’en apercevoir. Elle s’entend bien avec Watanuki et Dômeki, mais d’après Yûko, Himawari est loin d’être l’ange gardien de Watanuki. En effet, bien qu'elle ne possède aucun pouvoir particulier, elle est maudite et apporte la mauvaise fortune à toutes les personnes qu'elle côtoie (à l'exception de Dômeki et Tampopo, l'oiseau qui lui a été confié par Watanuki et qui est imunisé contre ses mauvaises ondes). Dans le chapitre 209, on apprend qu’elle s’est mariée à un homme d'affaires.
- Maru et Moro : Les deux assistantes de Yûko. Elles passent leur temps à tourner autour de Yûko et répètent tout ce qu’elle dit. Elles sont étroitement liées à la boutique dont elles sont les piliers humains et ne peuvent en sortir du fait qu’elles n’ont pas d'âme.
- Mokona : Dans cette série, Mokona a été créé par Clow et Yûko en même temps que le blanc confié à Shaolan. Ils peuvent communiquer et s’envoyer des objets malgré les dimensions. Dans le clamp anthology 10, on apprend que le Mokona noir se nomme Larg et le blanc : Soel. Mokona noir peut voir les esprits.

### Personnages secondaires
- Kohane Tsuyuri : Petite fille voyante et exorciste, Kohane est très proche de Watanuki.
- Haruka Dômeki : Grand-père décédé de Dômeki, il apparaît à Watanuki par l’intermédiaire de ses rêves et saura lui donner de très bons conseils.
- La mère de Kohane : Aux petits soins pour sa fille, mais jusqu’à quel point est-elle sincère ?
- La voyante : Amie de longue date de Yûko, elle utilise un saban.
- L'ami d'enfance : Premier ami de Watanuki, qui le protègera pendant un an.
- La Zashiki-warashi : (Créature imaginaire du folklore japonais évoquant un fantôme ayant l’apparence d’un enfant et apportant le bonheur dans la maison qu’il habite) Jeune fille de l’âge de Watanuki, dont elle est amoureuse.
- Mugetsu : Mugetsu (sans lune) est le nom du renard en tube qui appartenait autrefois à la petite fée de la pluie et qui est désormais en possession de Watanuki.
- Ame-warashi : Ame warashi ou petite fée de la pluie, est la créature surnaturelle chargée de faire tomber la pluie. Très proche de la Zashiki-warashi, qu'elle chaperonne, elle n'apprécie guère Watanuki (en lui faisant savoir à coup de parapluie) et les êtres humains en général. Elle possède un mauvais caractère et est l'ancienne propriétaire du renard en tube.
- Nekomusume : Nekomusume ou demoiselle chat, est une créature surnaturelle qui tire son origine de la croyance japonaise selon laquelle les vieux chats peuvent se transformer en jeune-fille, d'une nature espiègle, elle sert d'informateur à Yûko.
- Karasu Tengu : Les Karasu Tengu sont des créatures surnaturelles liées aux corbeaux, représentés dans le manga par une bande de gamins volant dans le ciel sur des planches de surf. Ils sont les gardes du corps de la Zashiki-warashi. Tout comme la petite fée de la pluie, ils n'apprécient guère Watanuki.
- Les renards de la boutique d'oden : Deux renards (père et fils) tenant une boutique d'oden. Le fils est très ami avec Watanuki.
- Jorougumo : Jorougumo ou Veuve-noire est la reine des araignées. D'une nature maléfique, elle kidnappera la Zashiki-warashi, et avalera l'œil droit de Watanuki. Malgré sa nature maléfique, elle donnera une grande leçon à Watanuki.
- Tampopo : Tampopo est l'oisillon offert à Himawari par Watanuki. Sa naissance fut influencée par le souhait de Watanuki de voir Himawari heureuse. N'étant pas soumis aux ondes négatives d'Himawari, il peut lui tenir compagnie constamment.

### Les clients
- La femme qui ment,
- La femme dépendante de son ordinateur,
- La femme qui a trop confiance en elle,
- Les jumelles
- Le vieil homme,
- La fille agressive,
- La femme perturbée par une photo maudite,
- La fille qui a peur de sa maison,
- La femme qui veut apprendre à cuisiner,

Xxx Holic Kei 
- La femme aveugle,
- La femme qui veut séduire Domeki
- Le Professeur de Doméki

Xxx Holic Rei
- Les deux amies
- la lycéenne aux 300 yens
- la vieille femme qui invite à prendre le thé

Autres
- Watanuki, Dômeki, Himawari, et le groupe de voyageurs de Tsubasa reservoir Chronicle sont également des clients récurrents.

Les clients mentionnés dans Tsubasa réservoir Chronicle :
- Sorata Arisugawa (République de Hanshin)
- Ashura(pays de shura)
- Les jumeaux vampires Subaru et Kamui(Tokyo)
- Eagle Vision (Pays d'Infinity)
- Seishiro Sakurasaka
- Fuma Mono
- Princesse Tomoyo (royaume de Nihon)

Les clients mentionnés dans Kobato (la série)
- Ginseï

Les clients mentionnés dans Blood C:
- Saya

Les clients mentionnés dans Lawful Drug
- Kazahaya Kudo
- Himura Rikuo

### Les Yokaï, Esprits et Animaux enchantés
Au cours de l'histoire Watanuki rencontrera de nombreux êtres paranormaux.
Certain seront clients de la boutique "en gras"
Xxx Holic
- Le Yokaï collant,
- Le Yokaï du Hyaku-Monogatari,
- Ame Warashi (petite fée de la pluie),
- Le Renard en tube,
- L'oiseau géant
- Les oiseaux de la pleine lune
- Zashiki-Warashi (Fantôme ayant l'apparence d'un enfant apportant le bonheur des foyers),
- Les Karasu Tengu (Les protecteurs de la Zashiki-Warashi et serviteurs du Tengu),
- Les Renards (Père et fils),
- Le démon de l'Angel-san,
- Le protecteur du quartier,
- La main,
- Akari,
- Le cortège des cent démons,
- L'Arbre à nectar,
- La femme au lourd péché,
- Le Yokaï de la pleine lune,
- Jorougumo (la veuve noire),
- Le Yokaï des appareils défectuteux
- Raiju (1 des 7 dieux du bonheur),
- La Femme Chat (Au Japon, une légende dit que les vieux chats peuvent se transformer en jeune fille),
- Les Jonquilles,
- Yumekai (Le Marchand de rêves),
- Le fantôme du cerisier (est peut-être la mère de Seishiro, morte près d'un cerisier dans X),
- Le Yokaï du coupe-ongles,
- Le Parasite du livre,
- Le Yokaï de la neige,
- Le Yokaï du rêve,
- Tampopo,
- Les Femmes Oiseaux,
- Le trou de la trouille,
- Le Yokaî qui fait peur aux dormeurs,
- Le Reflet inversé,
- Le Yokaî qui fait trembler la terre,
- Le Yokaî qui appelle.

Xxx Holic Kei
- Le chat du shamisen
- Le lapin de la lune
- Les poissons mangeurs de tabac
- Yaobikuni (personne ayant mangé la chaire d'une sirène)
- Le gros et stagnant esprit
- L'enfant invisible
- Agrégats de mauvais sentiments
- L'esprit de l'alcool
- La femme qui veut revoir son amour
- Le Hiegushi

Xxx Holic Rei
- Les clients
- Yosuzumé
- Yamainu (Dieu protecteur des montagnes)
- Le cerisier qui fleurit en automne

## Analyse de l'œuvre

### Sens du titre
Une petite précision sur la signification du titre : "xxx", se prononçant « cross », a le même sens que cross-over, c'est-à-dire le croisement de plusieurs œuvres (Yûko étant la Sorcière des Dimensions, elle est l'intermédiaire entre tous les mondes de Clamp). « Holic » fait référence au suffixe des mots anglais « alcoholic » ou encore « workaholic » (désignant une personne dépendante au travail). En effet, un des thèmes récurrents de ce manga est la dépendance au sens large du terme, reliée à l'importance du désir et des souhaits dans l'intrigue.

### Relation avecTsubasa Reservoir Chronicle
xxxHOLiC est en "croisement" avec Tsubasa -RESERVoir CHRoNiCLE-, une autre œuvre du studio CLAMP. C’est entre autres Yūko, un des personnages principaux dans les deux œuvres, connue ici sous le patronyme de « sorcière des dimensions » qui permet aux héros de ce manga de voyager à travers les différents mondes en leur donnant le Mokona blanc. Au cours de leurs aventures, elle leur accorde divers contrats qui sont l'occasion d’autres croisements : les "paiements" feront l'objet de nouveaux événements dans xxxHolic et les "achats" ont souvent apparu au préalable dans des intrigues du même manga. Au fur et à mesure de la lecture, ces crossovers deviennent de moins en moins insignifiants, certains, insoupçonnés jusqu'alors, semblent en fait extrêmement importants dans l’histoire respective de chaque œuvre.

### Graphisme
- Si vous ne connaissez pas le sujet, laissez ce bandeau (vous pouvez alors contacter les auteurs).
- Si vous supprimez le contenu mis en cause (vous pouvez préalablement contacter les auteurs),

argumentez précisément cette suppression dans la page de discussion
(un manque de référence n'est pas un argument ; une recherche réelle de référence doit avoir été effectuée, être formellement documentée).
En ce qui concerne le style graphique, une nette différence est perceptible avec les autres œuvres du studio. Alors que les CLAMP affectionnent souvent les trames de fond, le graphisme de xxxHOLiC joue au contraire sur le contraste. La chevelure de Yûko-san, très travaillée, renforce le contraste des dessins et rend ce personnage véritablement central. Les trames cèdent leur place aux aplats de noir et aux zones laissées blanches avec parfois quelques rayures verticales, ce qui confère au manga un style épuré tout en renforçant l'ambiance étrange et occulte des événements et permet au lecteur de profiter de la richesse des dialogues et du rythme méditatif de la série.
Une autre particularité de xxxHOLiC est le soin accordé à l’édition reliée par les auteurs et l’éditeur. Les couvertures contiennent entre autres des parties brillantes et la tranche des volumes est colorée. Il est également à noter que les quatre premières pages de chaque volume sont en couleur. Finalement, l’édition française est aussi fidèle que possible à l'originale.
Cependant, les dernières impressions de xxxHolic et xxxHolic Rei sont sans tranche colorée. De plus, toutes les onomatopées jusqu'à présent intégralement traduites et remplacées dans les dessins de la version française ont simplement vu leur transcription Rōmaji rajoutée dans xxxHolic Rei. Cela retire un peu de son charme à l'édition de cette série qui se voulait jusqu'alors riche et élégante.
Le graphisme de xxxHolic est largement inspiré du mouvement artistique des arts décoratifs. Cette influence se ressent particulièrement dans la finesse des traits des visages, la richesse du style vestimentaire des personnages (en particulier Yûko-san dont la tenue est différente dans chaque chapitre). Le style architectural de la boutique ainsi que le mobilier intérieur rappellent également ce mouvement artistique. Les volutes de fumée omniprésents émanant de la pipe japonaise de Yûko-san ainsi que les motifs floraux détaillés évoquent les gravures de cette époque, lesquelles représentaient parfois des femmes nonchalantes fumant de l'opium.
Par ailleurs, les Yôkai, êtres légendaires du folklore japonais, sont très présents dans le manga. Bien que certains aient reçu un véritable "coup de fouet" de modernisation, tout en restant très japonais dans leur style (la demoiselle chat au look très rock par exemple), beaucoup semblent s'être échappés d'estampes célèbres d'Hokusai ou de la peinture de la Parade nocturne des 100 démons à laquelle il est clairement fait référence.

## Manga
Le manga xxxHOLiC est publié entre février 2003 et février 2011 dans les magazines Weekly Young Magazine puis Bessatsu Shōnen Magazine.
Durant le festival Clamp à Nagoya, il a été annoncé qu'une suite au manga, intitulée xxxHOLiC Rei (XXXHOLiC ◆ 戻 < レイ), serait prépubliée dans Young Magazine à partir de février 2013,. La série a finalement débuté le 4 mars 2013. La version française est publiée par Pika Edition à partir de mars 2015.

## Anime

### Film d'animation
xxxHolic : Le Songe d’une nuit d’Été est sorti sur les écrans le 20 août 2005, produit par le studio Production I.G. Les événements relatés n’apparaissent pas dans le manga mais n’en contredisent pas l’intrigue. On peut ainsi le voir comme une aventure « inédite » des personnages principaux.

### Série télévisée
La première saison de l’adaptation télévisée du manga commença au Japon le 6 avril 2006 et s’acheva le 28 septembre 2006 après 24 épisodes d’environ 25 minutes réalisés par Tsutomu Mizushima, Ageha Ohkawa en étant productrice exécutive. Diffusée sur la chaîne TBS, la série a été confiée au même studio responsable de l’adaptation cinématographique. La série rencontra un succès suffisant pour justifier la production d’une seconde saison, nommée pour l’occasion, xxxHolic Kei (Kei signifiant « suite »), commencée le 3 avril 2008 et achevée le 26 juin 2008 après 13 épisodes. Le troisième volet a commencé en février 2009, xxx HoLic Shunmuki sera publié sous forme d'OAV et est une suite directe de la 2e saison. Un quatrième volet, créé en 2010, existe également : xxx HoLic Rou, constitué d'un unique OAV qui bouclera la série. Ces OAV reprennent l'histoire du manga.
Tsubasa Reservoir Chronicle étant adapté par un studio concurrent, les références à l’intrigue de ce manga dans l’adaptation télévisée de xxxHolic tendent à être gommées, bien qu’on retrouve des allusions et les croisements les plus importants. Certains événements de l’histoire, jugés trop choquants ou destinés à un public plus averti, ont été modifiés pour l’adaptation : par exemple la femme qui ment survit à l’accident de circulation dont elle a été victime. L’intrigue tournant autour de la médium Kohane Tsuyuri a été également modifiée ; l’adaptation reste néanmoins très fidèle à l’œuvre originale. Les différentes « portions » de l’histoire ne sont pas forcément relatées dans l’ordre chronologique du manga.
Un OAV, constitué de deux DVD, a été annoncé sous le nom de xxxHolic Shunmuki, suite de la saison 2. Le premier DVD est sorti le 16 janvier 2009 avec le quatorzième volume du manga. Son intrigue croise celle du premier DVD de l’OAV en deux parties de Tsubasa.

## Drama
Un drama a été diffusé sur la chaîne japonaise WOWOW du 24 février 2013 au 14 avril 2013, avec Shota Sometani dans le rôle de Watanuki Kimihiro et Anne Watanabe dans le rôle de Yuuko Ichihara,.
Ce drama reprend le début de l'histoire de xxxHolic, aussi bien celle du manga que celle de l'animé. Par contre, le déroulement des histoires peut être différentes dans le drama par rapport au manga. En outre, le personnage de Mokona est absent.

### Fiche technique
- Création originale : CLAMP xxxHOLiC （Kōdansha）
- Scénario, mise en scène : Tsugita Jun, Keisuke Toyoshima
- Musique : Nobuhiko Morino
- Thème : Shikao Suga, アイタイ (Aitai?) （Speed Star Records）
- Ending : chay, You tell me （Warner Music Japan）
- Directeur de la photographie : Yasutaka Nagano （J.S.C.）
- Scripter : Nozomi Ide
- Assistant directeur : Inoue Yusuke
- Opening & VFX : Ishida Hajime
- Directeur des Costumes : Yoshiko Hitotsuyama （FEMME）
- Maquillage : Etsuko Egawa
- Coordinateur : Eiji Iwasaki
- Chorégraphie : Ryoko Nomura
- Producteur : Daisuke Katagiri, Aya Matsunaga, Chikako Nakabayashi
- Coopération production : Booster Project
- Copyright production : WOWOW

### Casting
- Yukio Ichihara : Anne Watanabe
- Watanuki Kimihiro : Shota Sometani (enfant ： Hayate Koyama）
- Shizuka Dômeki : Higashide Masahiro
- Himawari Kunogi : Karen Miyazaki （enfant ： Nanoka Hara）
- le Docteur : Naoto Takenaka
- l'Argiope Frelon (l'Araignée) : Yumi Adachi
- Maru - Ririka Kawashima / Moro : Tsumugi Hatakeyama

#### Guest
Épisode 1:
- Miya Shishido : Megumi Sato
- serveur du café : Sei Ando
- enquêtrice : Hiromi Suminokura
- Ayakashi: Akari Iijima （aussi présente dans l'épisode 3）, Tsugita Jun
- la mère de Watanuki : Aoba Kawai（aussi présente dans l'épisode 3）

Épisode 2:
- Masahito Tsud : Ryo Kimura
- policier : Jyo Hyuga
- criminel : Seiji Nakamitsu, Shinji Matsubayashi
- Ayakashi Ryo Matsumoto

Épisode 3:
- fantôme près de la cloche du temple : Sakiko Suzuki
- Tsubaki enfant ： Sei Ito / Tsubaki adolescente ： Chiemi Toi

Épisode 4:
- Ame-Warashi : Aoi Morikawa（aussi présente dans l'épisode 5 et l'épisode final）
- Chikage : Yurika Nakamura
- Serika : Natsuo
- Kotone : Fumi Takizawa

Épisode 5:
- Saori Aida : Rino Kobayashi
- Infirmière : Reika Hashimoto

Épisode 6:
- les tentatrices : Model Girls （aussi présentes dans l'épisode 7）

Épisode 7:
- grand-mère de Himawari Minako Osanai
- le vieux prêtre : Toshiki Ayata

### Listes des épisodes
| N° | Date de Diffusion | Titre          | Romanji         | Traduction non officielle     | Scénario                       | Mise en scène     |
| -- | ----------------- | -------------- | --------------- | ----------------------------- | ------------------------------ | ----------------- |
| 1  | 24 février 2013   | 縁             | Enishi          | Destin                        | Tsugita Jun                    | Keisuke Toyoshima |
| 2  | 3 mars 2013       | 対価           | Taika           | Compensation                  | Tsugita Jun                    | Keisuke Toyoshima |
| 3  | 10 mars 2013      | 百物語         | Hyakumonogatari | Les 100 Histoires de Fantômes | Tsugita Jun, Keisuke Toyoshima | Keisuke Toyoshima |
| 4  | 17 mars 2013      | エンジェルさん | Angel-san       | Mademoiselle Angel            | Tsugita Jun, Keisuke Toyoshima | Tsugita Jun       |
| 5  | 24 mars 2013      | 紫陽花         | Ajisai          | Horthensia                    | Tsugita Jun                    | Tsugita Jun       |
| 6  | 31 mars 2013      | 女郎蜘蛛       | Jyorougumo      | Argiope Frelon                | Tsugita Jun, Keisuke Toyoshima | Keisuke Toyoshima |
| 7  | 7 avril 2013      | ひまわり       | Himawari        | Himawari                      | Tsugita Jun                    | Keisuke Toyoshima |
| 8  | 14 avril 2013     | 蝶             | Chyou           | Papillon                      | Tsugita Jun                    | Keisuke Toyoshima |

## Film en prise de vues réelles
Une adaptation en film en prise de vues réelles est annoncée en novembre 2021. Le film est diffusé à partir du 29 avril 2022

## Produits dérivés

### Roman
Nisio Isin a écrit ×××HOLiC ANOTHERHOLiC Landolt-Ring Aerosol, un roman impliquant les personnages du manga, publié le 1er août 2006 et illustré par Clamp. Le premier chapitre est devenu la base de l’épisode 17 de l’adaptation télévisée.

### Drama CD
Un drama CD collector a également été remis aux acheteurs de la première saison en DVD. Les personnages principaux de xxxHolic, Yûko, Watanuki, Domeki, Himawari et Mokona, sont aussi mis en scène dans la série de Drama CD d'Holitsuba Gakuen.